# ماساهارو ناكاجاوا (سياسي)
ماساهارو ناكاجاوا هو سياسي ياباني، ولد في 22 فبراير 1947 في طوكيو في اليابان. حزبياً، نشط في الحزب الليبرالي الديمقراطي الياباني. وقد انتخب وزير البيئة ‏ (3 أغسطس 2017 – 2 أكتوبر 2018) وانتخب عضو مجلس المستشارين وانتخب عضو مجلس المستشارين عن دائرة دائرة طوكيو الكبرى الانتخابية ‏ وقد انضم خلال فترته النيابية  للكتلة البرلمانية الحزب الليبرالي الديمقراطي الياباني.

## وصلات خارجية
- الموقع الرسمي